# کیپو

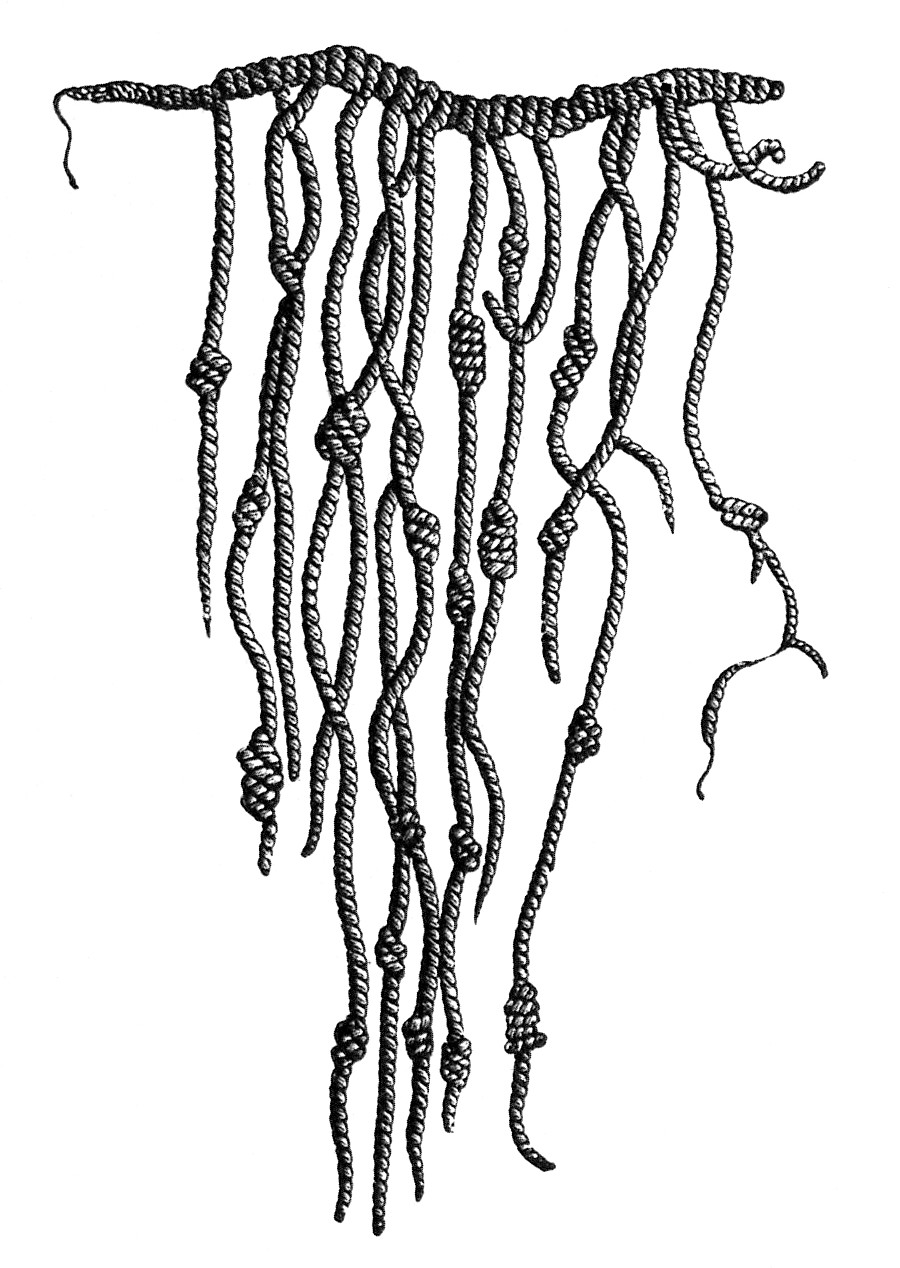
رشته‌های کیپو

کیپو (به انگلیسی: quipu) ابزاری ابداعی از سوی اینکاها بود که برای محاسبه و ثبت اطلاعات از آن استفاده می‌شد. کیپو به صورت رشته‌های نخ که از پشم شتر لاما بدست می‌آمد ساخته می‌شد و بوسیلهٔ گره‌ها و رنگ‌ها و بافت‌های متفاوت نشانه‌های مختلفی را برای اهل استفاده از آن تداعی می‌نمود.(برگرفته از کتاب انسان خردمند نوشته یووال نوح هراری)

## واژه‌شناسی
کیپو همچنین واژه‌ای اصیل در زبان فارسی است به معنای شاپرک است.

## تاریخ
کیپو در دوره امپراتوری اینکا به کارایی کامل خود رسید.
این امپراتوری بر ۱۰ تا ۱۲ میلیون نفر حکومت می‌کرد و کشورهای پرو و اکوادور و بولیوی و بخش‌هایی از شیلی و آرژانتین و کلمبیا امروزی را در بر می‌گرفت.
اینکاها به کمک کیپو توانستن حجم عظیمی از اطلاعات را ذخیره و پردازش کنند و بدون آن امکان حفظ چنان دستگاه اداری پیچیده‌ای که لازمه آن امپراتوری عظیم بود وجود نداشت.
در حقیقت کیپو به حدی مؤثر و کارآمد بود که حتی اسپانیایی‌های فاتح که امپراتوری اینکاها را نابود کردند تا سال‌ها برای امپراطوری نوپای خود از کیپو استفاده می‌کردند.
نکته مهم این بود که خود اسپانیایی‌ها توانایی استفاده از کیپو رو نداشتند و به همین دلیل به متخصصان محلی وابسته بودند. این وابستگی آنها را کاملاً در وضعیت شکننده قرار می‌داد. به این معنی که متخصصان محلی کیپو به آسانی می‌توانستند اربابانشان را گمراه کنند؛ بنابراین با تثبیت بیشتر تسلط اسپانیا، کیپو از دور خارج شد و امپراتوری جدید اطلاعات خود را به‌طور کامل بر پایه خط و اعداد لاتین ثبت و ضبط کرد.

## سازوکار

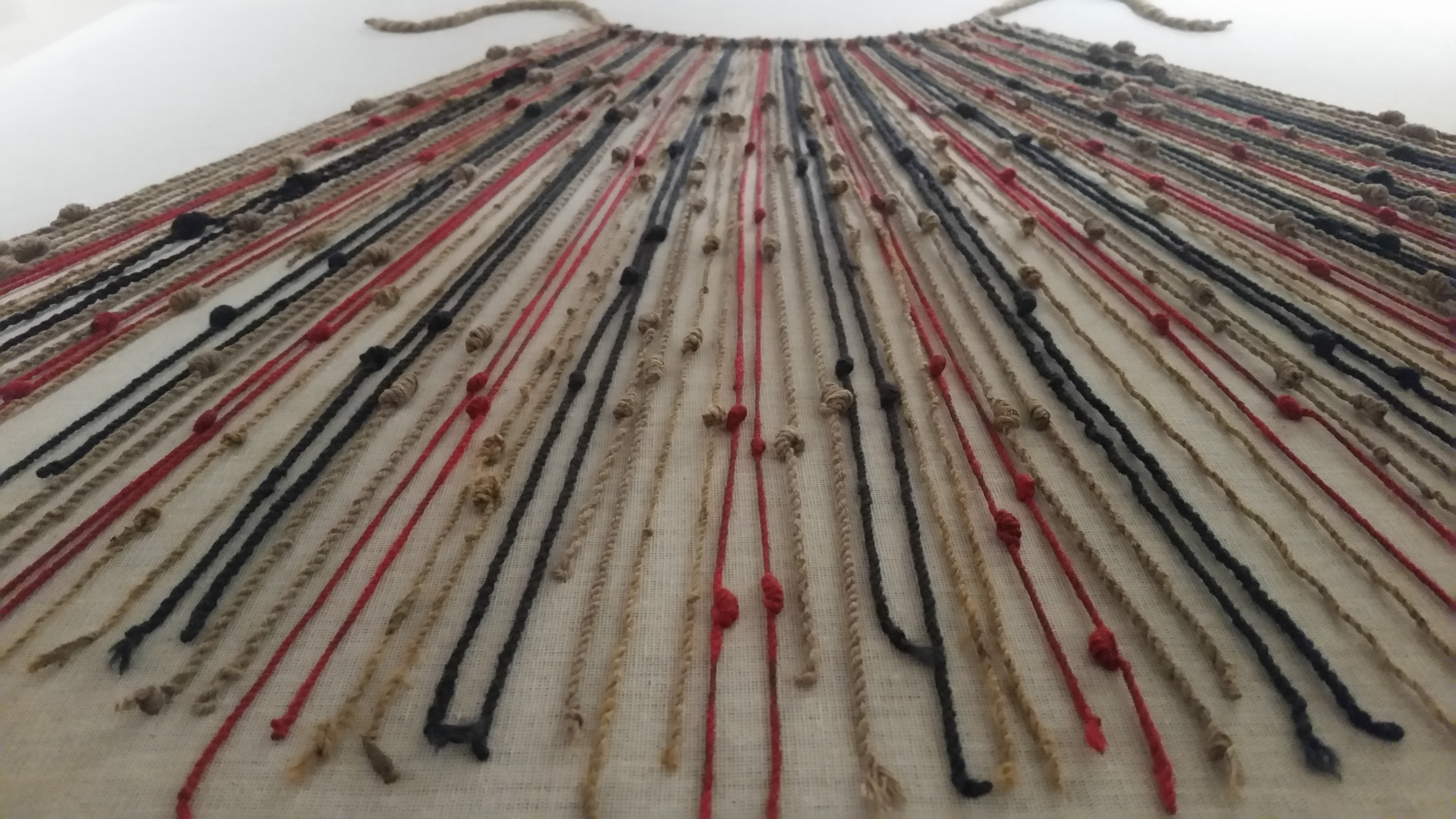
یک کیپو با ریسمان‌های رنگی

هر کیپو به تنهایی می‌توانست شامل صدها ریسمان و هزاران گره باشد. با ترکیب گره‌های مختلف بر ریسمان‌های مختلف با رنگ‌های گوناگون می‌شد حجم عظیمی از اطلاعات ریاضی مثلاً مربوط به جمع‌آوری مالیات‌ها و مالکیت اموال را ثبت کرد.
در طی صدها و شاید هزاران سال کیپو نقشی اساسی در تجارت شهرها و پادشاهی‌ها و امپراطوری‌ها داشت. ظاهراً در حال حاضر اطلاعاتی از شیوه کار با آنها باقی نمانده است.